# Habromys schmidlyi
Habromys schmidlyi — рід гризунів, що належить до родини Хом'якові (Cricetidae). Зовні вид схожий на H. simulatus та H. chinanteco, але морфометрично сильно відрізняється від цих видів.

## Поширення
Цей вид відомий тільки з Сьєрра-де-Таско на кордоні Герреро і Мехіко (штат). Цей вид зустрічається в хмарному лісі на висоті більше 1800 м.

## Основні загрози
Цей вид знаходиться під загрозою збезлісення в межах свого обмеженого діапазону поширення. Немає відомих заходів щодо збереження цього виду.